# Liste des milliardaires du monde en 2019
Cet article présente la liste des milliardaires du monde telle que publiée par le magazine américain Forbes pour l'année 2019. Le classement recense les milliardaires de la planète, à l'exception des têtes couronnées (sauf si leur fortune est privée), et exprime leur fortune en milliards de dollars américains (l'unité retenue dans la suite du texte).
Le fondateur d'Amazon, Jeff Bezos, qui a vu sa fortune augmenter de près de 19 milliards de dollars par rapport à l'année précédente, reste premier du classement, place obtenue en 2018. Bill Gates conserve quant à lui la seconde place. Il est suivi par Warren Buffett.

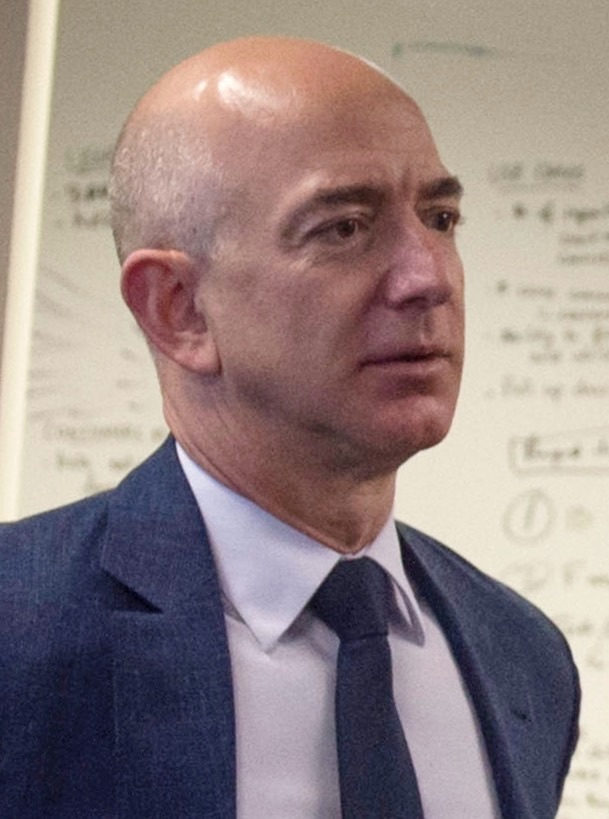
Jeff Bezos
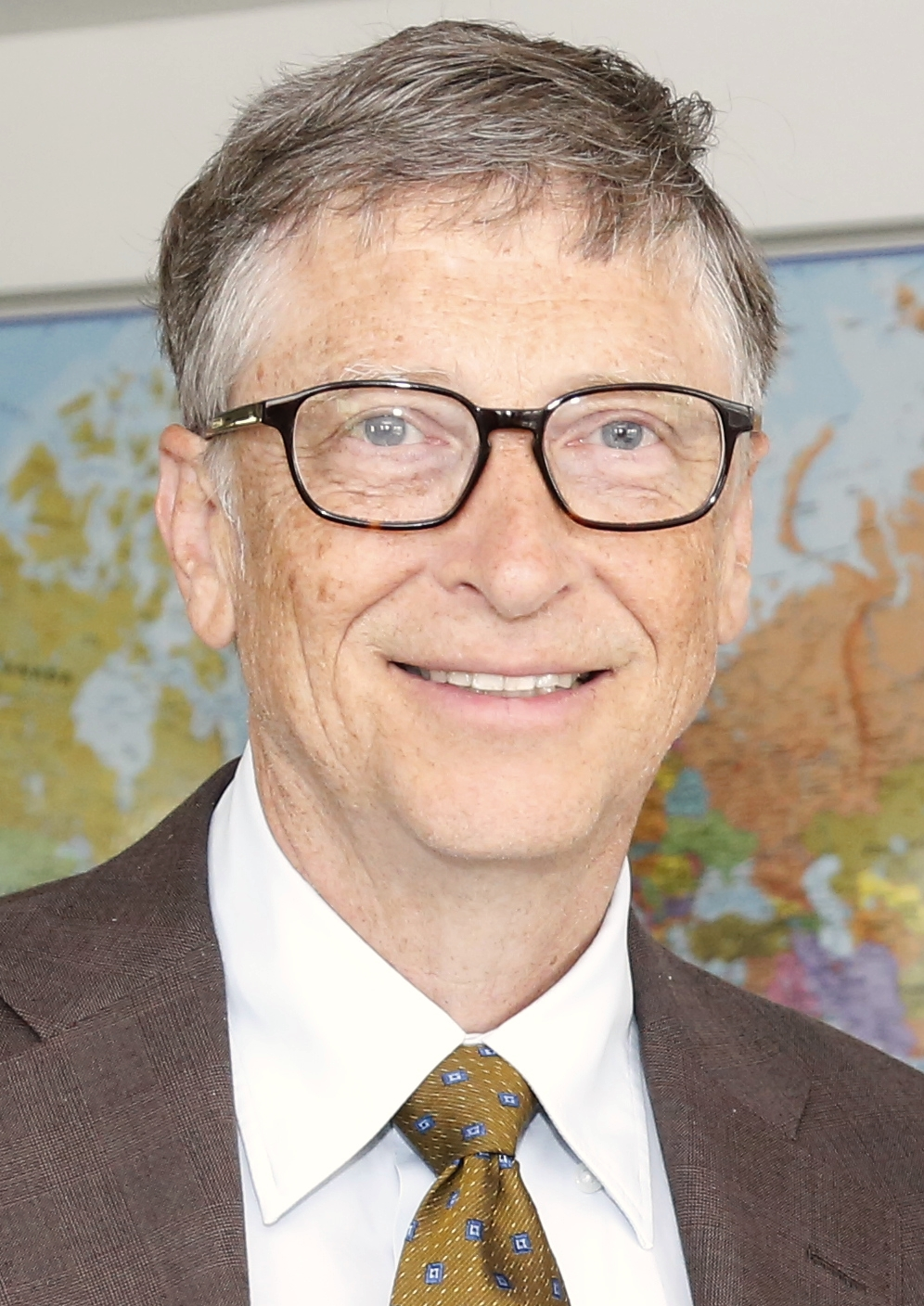
Bill Gates
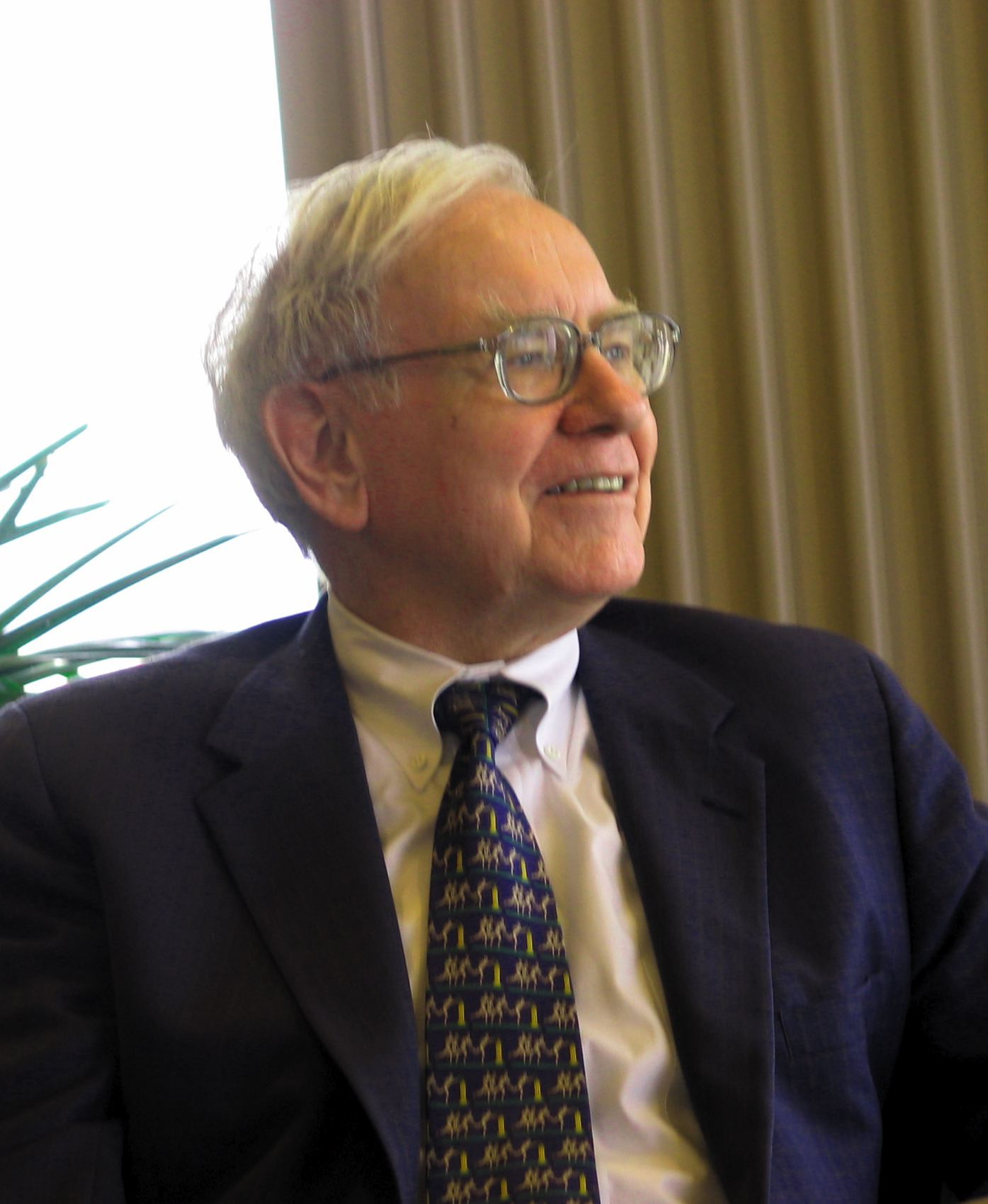
Warren Buffett

Un mois après la publication de son classement, Forbes fait savoir que Bernard Arnault remplace Warren Buffett à la troisième place, sa fortune ayant augmenté de 11,2 milliards de dollars en l'espace d'un mois.
| Légende         | Légende                       |
| Icônes          | Description                   |
| --------------- | ----------------------------- |
| en stagnation   | Pas de changement depuis 2018 |
| en augmentation | En progrès depuis 2018        |
| en diminution   | En recul depuis 2018          |

| #  | Nom                          | Fortune (en dollars américains) | Pays       | Entreprise ou secteur |
| -- | ---------------------------- | ------------------------------- | ---------- | --------------------- |
| 1  | Jeff Bezos                   | 131 milliards                   | États-Unis | Amazon                |
| 2  | Bill Gates                   | 96,5 milliards                  | États-Unis | Microsoft             |
| 3  | Warren Buffett               | 82,5 milliards                  | États-Unis | Berkshire Hathaway    |
| 4  | Bernard Arnault              | 76 milliards                    | France     | LVMH                  |
| 5  | Carlos Slim Helú             | 64 milliards                    | Mexique    | Telmex, Grupo Carso   |
| 6  | Amancio Ortega               | 62,7 milliards                  | Espagne    | Inditex               |
| 7  | Larry Ellison                | 62,5 milliards                  | États-Unis | Oracle Corporation    |
| 8  | Mark Zuckerberg              | 62,3 milliards                  | États-Unis | Facebook              |
| 9  | Michael Bloomberg            | 55,5 milliards                  | États-Unis | Bloomberg LP          |
| 10 | Larry Page                   | 50,8 milliards                  | États-Unis | Google                |
| 11 | Charles Koch                 | 50,5 milliards                  | États-Unis | Koch Industries       |
| 11 | David Koch                   | 50,5 milliards                  | États-Unis | Koch Industries       |
| 13 | Mukesh Ambani                | 50 milliards                    | Inde       | Reliance Industries   |
| 14 | Sergey Brin                  | 49.8 milliards                  | États-Unis | Google                |
| 15 | Françoise Bettencourt Meyers | 49,3 milliards                  | France     | L'Oréal               |
| 16 | Jim Walton                   | 44,6 milliards                  | États-Unis | Walmart               |
| 17 | Alice Walton                 | 44,4 milliards                  | États-Unis | Walmart               |
| 18 | S. Robson Walton             | 44,3 milliards                  | États-Unis | Walmart               |
| 19 | Steve Ballmer                | 41,2 milliards                  | États-Unis | Microsoft             |
| 20 | Ma Huateng                   | 38,8 milliards                  | Chine      | Tencent Holdings      |